# Pharaphodius bigibber
Pharaphodius bigibber är en skalbaggsart som beskrevs av Bordat 1992. Pharaphodius bigibber ingår i släktet Pharaphodius och familjen Aphodiidae. Inga underarter finns listade i Catalogue of Life.